# Giuseppe Nicola Nasini

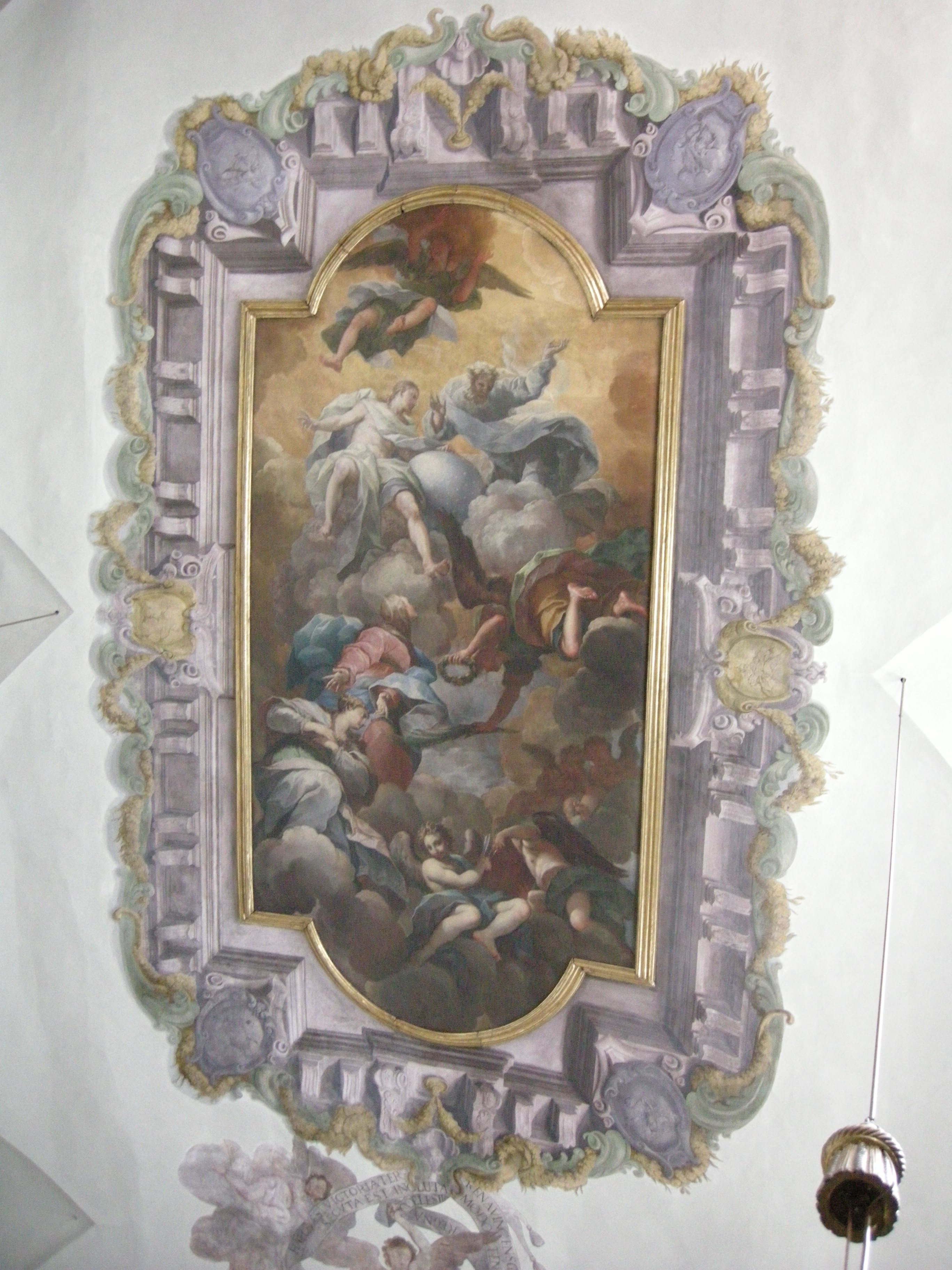
Santa Vittoria presentata dalla Vergine alla Santissima Trinità (1697, Chiesa delle Montalve, Florenz)

Giuseppe Nicola Nasini (* 25. Januar 1657 in Castel del Piano; † 3. Juli 1736 in Siena) war ein italienischer Maler, der im Stil des Barock malte.

## Leben
Sein Vater Francesco Nasini stammte aus dem Nachbarort Piancastagnaio. Er selbst wurde 1657 in Castel del Piano geboren. Seine Mutter war Vittoria Bassi. Erste Einflüsse auf sein Werk hatten der Großvater Giacomo Nasini, sein Vater Francesco Nasini und sein Onkel Antonio Annibale Nasini. 1679 war er Student an der Accademia di San Luca in Rom. Für Agostino Chigi (1634–1705) gestaltete er in Ariccia im Palazzo Chigi von 1679 bis 1680 dreizehn Porträtgemälde der Kinder des Chigi. Von 1681 an besuchte er die Accademia Granducale delle Arti in Rom, die zu dieser Zeit unter Leitung von Ciro Ferri stand und von den Medici finanziert wurde. 1685 kehrte er nach Siena zurück und zwischen 1686 und 1688 hielt er sich in Venedig auf, um danach in Florenz zu arbeiten. Am 21. November 1691 heiratete er in der Chiesa di San Pier Gattolino in Florenz Elisabetta di Sebastiano Neri. Mit ihr hatte er die Kinder Apollonio (* 17. August 1692), Cosimo Gaetano (* 13. Januar 1695) und Francesca (* 9. April 1701). 1715 kehrte er nach Rom zurück, um in der Basilika Santi XII Apostoli, im Quirinalspalast und der Basilica di San Giovanni in Laterano zu malen. Seine Frau Elisabetta starb am 1. Januar 1718 in Castel del Piano.
Er stand in den Diensten des Großherzogs von Florenz und des Kurfürsten von Mainz, der ihm vom Kaiser Joseph den Adelsbrief verschaffte. Von ihm: Die vier Lebensalter (Die vier letzten Abschnitte des Menschenlebens: Morte, Giudizio, Inferno, Paradiso) nach Berrettinis Entwurf im Palazzo Pitti, 1694 vollendet, später in der Basilica di San Francesco aufbewahrt (heute verloren), Kuppel der Sant’Antonio Kapelle in der Apostelkirche zu Rom, San Leonardo (in der Madonna del Pianto-Kirche zu Foligno), Amos (Lateran-Basilika in Rom). Von ihm stammen auch einige Radierungen, z. B. eine Madonna mit Engeln in einer Landschaft.

## Werke (Auswahl)
- Ariccia, Palazzo Chigi: 13 Porträtbilder der Kinder von Agostino Chigi (1634–1705).[1]
- Caldana, Chiesa di San Biagio: San Biagio Vescovo e San Guglielmo in adorazione del Crocifisso.[3]
- Castel del Piano, Chiesa della Natività di Maria (Chiesa dell’Opera):[4]
  - Natività di Maria Vergine (1705 entstanden)
  - Cristo in pietà tra la Madonna, San Francesco e San Pietro
  - Madonna col Bambino in trono, con San Simone Cananeo, San Giuda Taddeo e San Donato
  - Apparizione della Madonna col Bambino a Santa Caterina d’Alessandria tra i santi San Filippo Neri o San Francesco Saverio e San Tommaso da Villanova
- Florenz, Chiesa delle Montalve: Santa Vittoria presentata dalla Vergine alla Santissima Trinità (Leinwandgemälde, 1697 entstanden)
- Florenz, Uffizien: Allegoria della morale e delle virtù dei Medici (Deckengemälde)
- Foligno, Chiesa della Madonna del Pianto: San Leonardo
- Foligno, Chiesa di Sant’Apollinare:
  - Deposizione di Cristo dalla croce (Leinwandgemälde, 300 × 196 cm)[5]
  - Resurrezione di Cristo (Leinwandgemälde, 290 × 185 cm)[6]
- Montelupo Fiorentino, Chiesa dei Santi Quirico, Lucia e Pietro d’Alcantara: Morte di San Pietro d’Alcantara (stammt aus der Kirche der Villa Medici L’Ambrogiana)[1]
- Montieri, Chiesa di San Francesco: Gloria di San Francesco d’Assisi coi santi terziari francescani Luigi IX di Francia ed Elisabetta d’Ungheria
- Pommersfelden, Schloss Weißenstein: Diana ed Endimione (Leinwandgemälde, 166 × 116 cm)[7]
- Siena, Antiporto di Camollia: Fresken, 1685 mit seinem Bruder Antonio entstanden, heute nicht mehr vorhanden.
- Siena, Basilica di San Domenico: Storie di San Giacinto e del Beato Sansedoni (Fresko)
- Siena, Basilica di San Francesco: Predica di San Giacomo
- Siena, Chiesa di Santa Margherita in Castelvecchio: San Girolamo, Adorazione dei pastori, Maddalena (Fresken, 1693 entstanden)[1]
- Siena, Chiesa di Santo Spirito: Pentecoste (1704 entstanden)[1]
- Siena, Oratorio di San Gaetano: Episoden aus dem Leben des Heiligen Gaetano[8]
- Siena, Oratorio della Compagnia della Santissima Trinità:
  - Barba vescovo ariano battezza con formula eretica (1698/99 entstanden)[1]
  - Morte di Olimpo bestemmiatore della Trinità (1698/99 entstanden)[1]
- Siena, Oratorio di Sant’Antonio da Padova (Sant’Antonio alle Murella): San Girolamo (Leinwandgemälde, 1685/86 entstanden)[9]
- Siena, Palazzo Bargagli: Affresco allegorico
- Siena, Palazzo Pubblico, Sala del Sindaco: Bartolomeo Sozzini ricevuto da Alessandro VI. (1712 entstanden, zugeschrieben)[9]
- Siena, San Niccolò del Carmine: Vita carmelitana (um 1710 entstandene Fresken)
- Siena, Santa Maria della Scala, Cappella della Madonna:
  - La coronazione della Vergine (Fresko)
  - La fuga in Egitto (Leinwandgemälde)
  - La nascita della Vergine (Leinwandgemälde)
  - La presentazione al Tempio (Leinwandgemälde)
  - Vergine incoronata dalla Trinità con angeli recanti gli strumenti della Passione (Fresko)
- Siena, Santuario di Santa Caterina: Seligkeit der Heiligen Katharina (zwei Freskengemälde/Bogengemälde)[10]
- Sinalunga, Collegiata di San Martino: Santi Caterina da Siena, Domenico, Martino, Francesco, Lucia e Caterina d’Alessandria (1697 entstanden)